# Bahnhof Aveiro

Der Bahnhof Aveiro ist der Bahnhof der portugiesischen Stadt Aveiro. Er liegt an der Linha do Norte, welche in iberischer Breitspur (1668 mm) gebaut wurde und an der meterspurigen Linha do Vouga.

## Geschichte

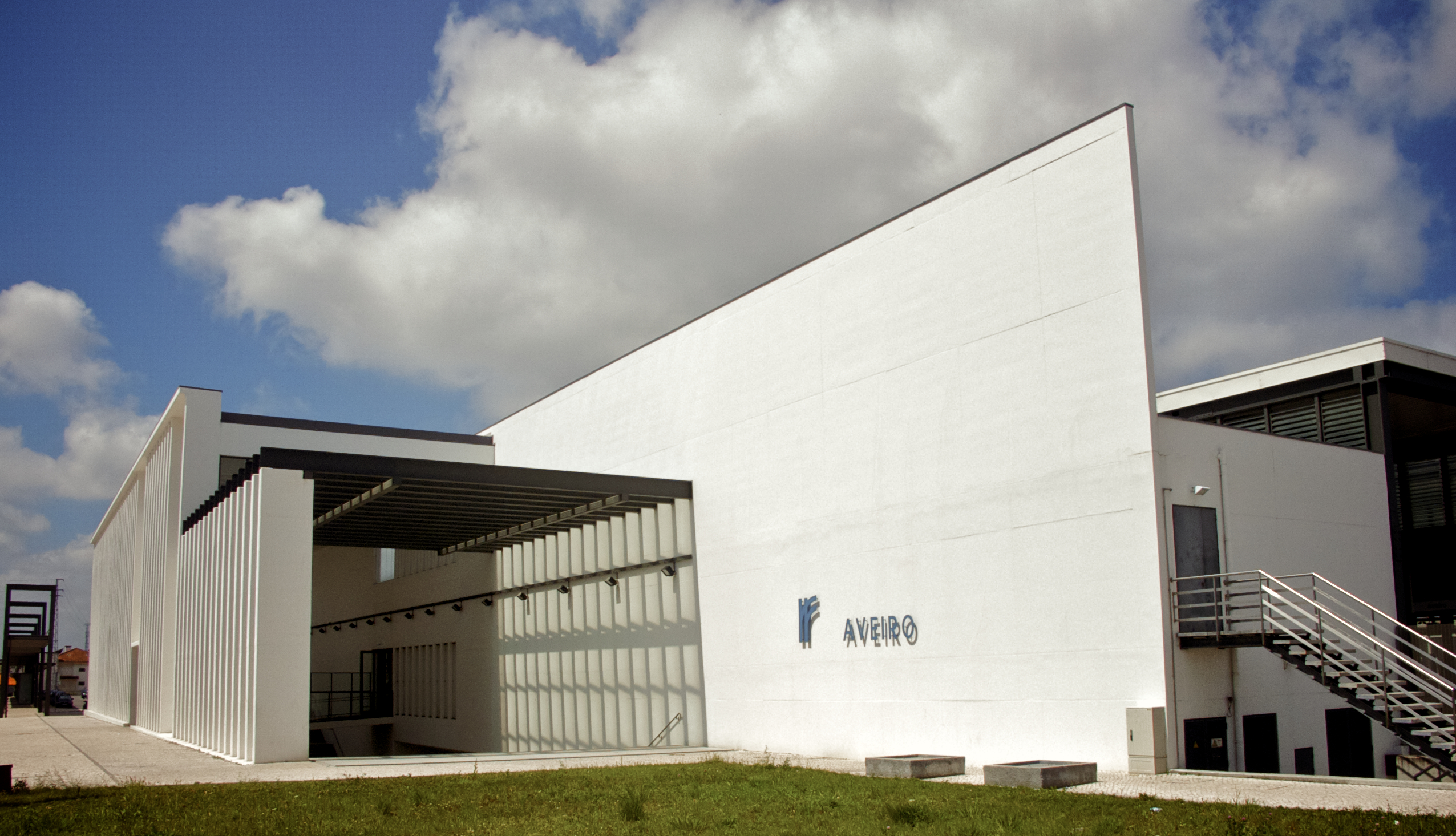
Neues, 2005 eröffnetes Empfangsgebäude des Bahnhofes

Der Bahnhof wurde zeitgleich mit der Linha do Norte von Lissabon nach Vila Nova de Gaia am 10. April 1864 eröffnet. Anfänglich war die Linienführung nicht über Aveiro vorgesehen, erst auf Initiative des lokalen Parlamentsabgeordneten José Estêvão erhielt Aveiro Anschluss an die Linha do Norte.
1908 wurde parallel zur Linha do Norte zwischen Aveiro und Espinho die Linha do Vouga errichtet, welche seit 1946 in Besitz der CP steht. Die davon abzweigende Stichstrecke nach Viseu wurde 1990 stillgelegt.
1916 wurde der Bahnhof grundlegend umgebaut und die Fassade des Empfangsgebäudes mit Azulejos versehen. 
Diese Azulejos wurden in den Jahren 1986 und 2000 restauriert. 2005 entstand neben dem alten Bahnhofsgebäude ein neues, in dem alle Einrichtungen des Bahnhofs untergebracht sind. Das alte Empfangsgebäude verlor daher seinen ursprünglichen Zweck.

## Empfangsgebäude und Anlage
Der Bahnhof umfasst zwei Empfangsgebäude. Das alte Empfangsgebäude ist für seine Azulejo-Fassade bekannt, sie stellen diverse Motive mit Bezug auf Aveiro dar, so bedeutende Personen oder Sehenswürdigkeiten. Heute wird das alte Empfangsgebäude für Kunstausstellungen genutzt.
2005 wurde das neue benachbarte Empfangsgebäude eingeweiht, zeitgleich wurde zur Erschließung des Bahnhofs eine neue Straße gebaut, der Verkehr wird seither teilweise unterirdisch geführt. Im neuen Empfangsgebäude finden sich ein Reisezentrum der CP, Restaurants und Geschäfte.
Der Bahnhof umfasst heute fünf Bahnsteiggleise, die zwischen 440 und 760 Meter lang sind. Die Bahnsteige sind allesamt 321 Meter lang und verfügen über 90 Zentimeter hohe Kanten. Früher verfügte der Bahnhof noch über Zweiglinien zu den Häfen an den drei Kanälen Aveiros.

## Verkehr

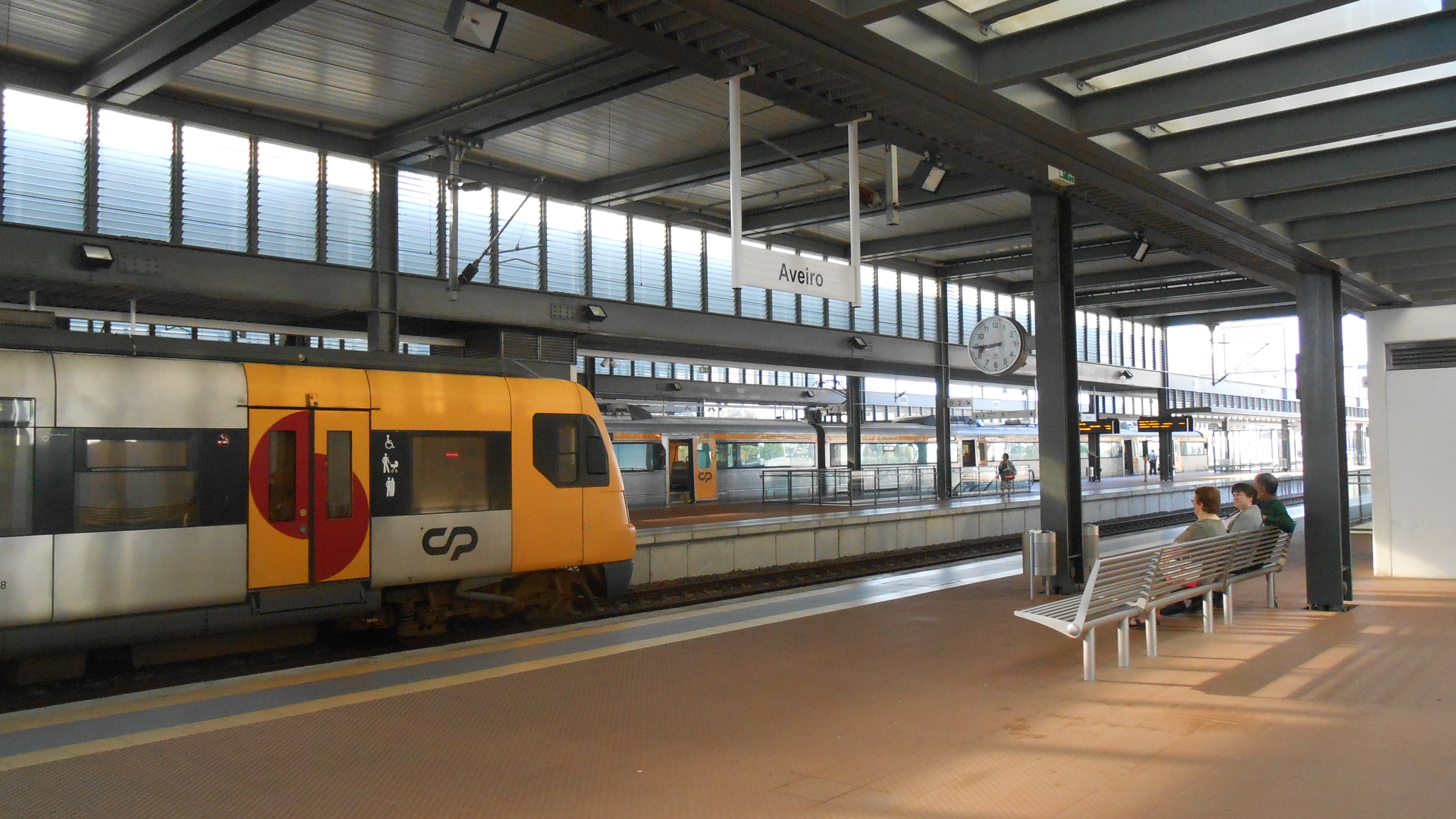
Blick in den Bahnhofs, links ein Zug der hier endenden Vorortlinie „Linha de Aveiro“ der CP Urbanos do Porto

Der Bahnhof ist ein bedeutender Schienenverkehrsknotenpunkt an der Linha do Norte. Alle Züge, die auf der Linha do Norte verkehren, bedienen den Bahnhof. In einem angenäherten Stundentakt halten Neigezüge der CP-Baureihe 4000 als Alfa Pendular der Relation Lissabon–Porto in Aveiro, welche zweimal täglich über Lissabon hinaus nach Faro und dreimal täglich über Porto hinaus nach Braga verlängert werden. Das Angebot wird durch diverse Intercidades-Verbindungen ergänzt, welche Verbindungen nach Lissabon, Porto und Guimarães anbieten.
Zudem ist Aveiro Endpunkt der Linha de Aveiro der CP Urbanos do Porto. Weitere Regionalzüge verkehren über Coimbra-B nach Coimbra-A. Auch auf der Schmalspurbahn Linha do Vouga werden Zugsverbindungen angeboten, jedoch ist die Strecke akut von der Stilllegung bedroht.